# Толон, Джанан
Джанан Толон (тур. Canan Tolon; род. 1955, Стамбул) — турецкая художница. Живёт и работает в Эмеривилле, штат Калифорния. Является одним из важных художников современной живописи Турции.
Её работы выполнены в таких видах искусства как гравюра, живопись, рисунок, скульптура и инсталляции. Они выставлялась на международных выставках в Анкаре, Стамбуле, Киеве, Лондоне, Лос-Анджелесе, Нью-Йорке, Окленде и Сан-Франциско. Работы Толон находятся в различных национальных и международных коллекциях, на турецком рынке живописи их покупают по высокой цене.
В 2010 году одна из картин Джанан Толон, «Глюк VI» (2008), особенно выделилась на аукционе «Сотбис» в Турции. В 2012 году «Art + Auction» назвал художницу одним из 50 самых коллекционируемых художников. В обзоре Los Angeles Times в 2014 году отмечалось, что картины Толон «подчёркивают нашу склонность искать узнаваемые формы» и «также, возможно, являются комментарием к ухудшению качества нашего изображения».

## Биография
Джанан Толон родилась в Стамбуле в 1955 году. Детство провела во Франции из-за перенесённого полиомиелита. Джанан Толон рассказала о своём детстве и долгих годах лечения в рисунках и статьях, сопровождающих рисунки в книге "Будущее без прошлого (тур. Geçmişsiz Gelecek; 2004).
После окончания в 1975 году международной школы Ecole Française d’Istanbul, изучала дизайн и архитектуру в Эдингбургском университете Нейпира (1976), Fachhochschule (1979), Мидлсекском университете / Архитектурной ассоциации (1980) и Калифорнийском университете в Беркли, где она получила степень магистра архитектуры (1983). Затем Толон работала архитектором во Франции и в Сан-Франциско.
Первая персональная выставка Джанан Толон открылась в Беркли в 1984 году. Позже она выставляла свои работы во многих центрах, таких как Анкара, Стамбул, Нью-Йорк, Париж, Чикаго и Сан-Франциско, включая работы «Я другой» в Шарлоттенборге, «Пластичные диалоги» в мэрии Брюсселя, «Организованный конфликт» в Музее современного искусства Project 4 L, «Угол ответа» в Художественном музее Миллс-колледжа,, «Пересекающиеся времена» и « Наблюдение, интерпретация, разнообразие» в Истанбул Модерне.
Продолжила получать своё художественное образование в Беркли. Художница, интересующаяся такими понятиями современного искусства, как преемственность, синтез и сочетание, в то время создала работы, основанные на настенных инсталляциях и биологических объектах. Толон была намерена создавать работы с иллюзией того, что у зрителя есть фотография, структура или история. Это осуществлялось путём добавления на холст внешних эффектов, таких как пятна ржавчины и кофе.

## Коллекции
Работы Джанан Толон хранятся в следующих публичных коллекциях:
- Британский музей, Лондон[17] ;
- İstanbul Modern, Istanbul IKSV (Стамбульский фонд культуры и искусства).

## Награды и резиденции
- 1989 — Премия «San Francisco Focus Design Award». Сан-Франциско, штат Калифорния;
- 1991 — Фонд Бемиса. Омаха, штат Небраска;
- 1992 — Фонд Бемиса. Омаха, штаб Небраска;
- 1994 — Премия Федерации искусств западных штатов (WESTAF)/NEA в области живописи;
- 1995 — Колония Макдауэлл. Питерборо, Нью-Гэмпшир;
- 1996 — Фонд Камарго. Кассис, Франция;
- 1997 — Стипендия Гэмблина в области живописи. Vermont Studio Center, Вермонт;
- 1998 — Скульптурная мастерская Берлландери. Уэльс;
- 1998 — Художественный совет Уэльса;
- 1999 — Центр средиземноморских исследований Джорджтаунского университета. Вашингтон;
- 2000 — Cité internationale des arts. Париж;
- 2007 — Премия Emeryville Public Arts Award. Эмеривилл, штат Калифорния;
- 2012 — Резиденция Киддера в области искусств. Институт гуманитарных наук, Мичиганский университет, Анн-Арбор[18].